# لص اللحم
لص اللحم (الاسم العلمي:†Sarcolestes) هو جنس منقرض من العظائيات يتبع فصيلة العظايا المدملكة من رتبة طيريات الورك. تم العثور على الأحفورة الخاصة به من «أكسفورد كلاي» في إنجلترا. النوع الحالي والنوع الوحيد هو لص اللحم الليدسي والنمط الأصلي هو عبارة عن الفك السفلي الأيسر الجزئي. تم تسمية الجنس والنوع في عام 1893 من قبل ريتشارد ليدكر الذي اعتقد أن هذه العظاءة تنتمي إلى وحشيات الأرجل.